# Everland
Everland là một công viên tại Yongin, một thành phố thuộc tỉnh Gyeonggi-do, Hàn Quốc.
Everland là công viên chủ đề lớn nhất của Hàn Quốc. Trong năm 2007, Everland được xếp hạng thứ mười trên thế giới trong các công viên giải trí. Cùng với các điểm tham quan chính của nó, Everland cũng bao gồm một sở thú và một công viên nước Caribbean Bay. Everland được điều hành bởi Samsung Everland, là một chi nhánh của Tập đoàn Samsung.
Everland thường được so sánh ngang với Disneyland về số lượt người đến vui chơi giải trí, kiến trúc, quy mô, chủ đề và bầu không khí. Lưu trữ ngày 27 tháng 4 năm 2013 tại archive.today
Tên của công viên là "Everland" xuất xứ tiếng Anh. Tại Hàn Quốc, tên là tương đương là "Ebeoraendeu" nói cách khác, không có tên Hàn Quốc đích thực cho công viên. Công viên này trước đây được gọi là "Nông trại thiên nhiên YongIn" (Hangul: 용인자연농원, Hanja: 龍仁自然農園, Hán-Việt: Long Nhân tự nhiên nông trường).
Everland được chia thành 5 khu riêng biệt; Global Fair, Zoo-Topia, Mạo hiểm châu Âu, Magic Land và Mạo hiểm Mỹ.

### Global Fair
Global Fair chủ yếu là một nơi dành cho ẩm thực, đồ lưu niệm. Có rất nhiều cửa hàng, và nhà hàng cũng như các dịch vụ đặc biệt như xe đẩy cho thuê và tủ khóa.

### Zoo-Topia
Zoo-Topia là một phần động vật theo chủ đề. Có một vườn bách thú, khu cưỡi ngựa và biểu diễn thú. Ngoài ra còn có một sở thú nhỏ với chịu cực, sư tử biển, cụt, chịu, hổ và linh trưởng. Một xe bus safari có sẵn trong đó cho thấy động vật như liger và gấu chuyển vùng trong một môi trường sống kín. Du khách ngồi trong xe ngắm nhìn động vật. Amazon Express là một chuyến đi bè, nơi mà hầu hết du khách bị ướt đến mức độ khác nhau. Vườn bách thú cung cấp động vật như dê và cừu để làm thú nuôi. Kosik, một trong Zoo-topia của voi, thực hiện các tiêu đề khi ông đã chứng tỏ một khả năng bắt chước từ Hàn Quốc.

### European Adventure
Adventure châu Âu có nhiều nhà hàng trong các phong cách khác nhau của châu Âu. Việc bắt chước phong cách kiến trúc khác nhau của châu Âu. Có một vườn hoa bao quanh bởi một huấn luyện, trò chơi và vườn. Một điểm thu hút yêu thích ở đây là Mystery Mansion, trong đó du khách có thể chụp ở những hồn ma. Trong tháng 3 năm 2008, một xe mới đặt tên là "T Express" đã được bổ sung. Đây là roller coaster-đầu tiên tại Hàn Quốc được xây dựng trên gỗ.

### Magic Land
Magic đất là một mảng xây dựng của tòa nhà và rides. Có một phần gọi là Aesop's Village, nơi các nhân vật và chủ đề chủ yếu được rút ra từ những truyện ngụ ngôn của Aesop. Các Ferris bánh xe ở đây cung cấp một cái nhìn ngoạn mục của toàn bộ công viên. Ngoài ra còn có một chuyến đi đăng nhập, đi xe bay của tương lai, và robot đi xe, cùng với các nhà hàng và mái vòm.

### American Adventure
Chủ đề từ lịch sử nước Mỹ được trưng bày trong khu vực này của công viên. Có rides Tây cũ, bao gồm "Eagle của Fortress đi xe thrill ", và các hội chọi (trâu, bò). Trong Rock Ville chủ đề là những năm 1950 và âm nhạc của mình. Các đôi Rock Spin là một điểm thu hút chính là ban nhạc sống chơi gần Rolling X-Train, một roller coaster.

## Everland Speedway
Everland Speedway là trường đua môtô đầu tiên của Hàn Quốc. Các trường đua thường xuyên tổ chức các sự kiện đua xe quy mô khác nhau. Từ đó đem đến những cơ hội được trải nghiệm và tận hưởng cuộc đua xe lái xe cho những người bình thường không có kinh nghiệm đua trước đó. Điều đó thể hiện rõ khi người ta thưởng thức các hoạt động này sẽ thấy những khuôn mặt hạnh phúc ở khắp mọi nơi. Các trường đua còn được biết đến là có nhiều tay đua khét tiếng tham gia đua xe vào ban đêm.

## Caribbean Bay
Caribbean Bay là Công viên nước lớn nhất Hàn Quốc (2009). Khu vực ngoài trời không mở cả năm(không mở vào mùa đông và mùa mưa). Khu vực bên trong mở cả năm. Nó được chia thành 5 khu riêng biệt.

### Wild River
Wild River (mở tại mùa hè năm 2008) là khu vực với các trò chơi nước cảm giác mạnh. Nó có 6 đường ống nước trượt bao gồm Tower Bumerango (thu hút người chơi nhất tại Caribbean Bay)

### Sea Wave
Thu hút chính trong khu vực sóng biển nhân tạo. Nó tạo ra sóng biển nhân tạo cao 2,4m. Nó cũng có khu nghỉ ngơi đầy cát trắng.

### Aquatic Center
Trung tâm Thủy sản là nhà ở khu vực Caribbean Bay. Nó có một số hồ bơi bình thường, 3 trượt nước, hồ bơi sóng trong nhà, spa, và phòng tắm hơi. Nó mở ra tất cả các năm.

### Fortress
Fortress là nước để chơi vui vẻ. Nó có streaming hồ bơi (tên 'lười bơi'), Lướt sóng Ride, Phiêu lưu hồ bơi và spa.

### Bay Slide
Bay Slide là cho đi xe nước. Nó có rides 6 ống và 3 xe trượt nước.

## Thư viện ảnh

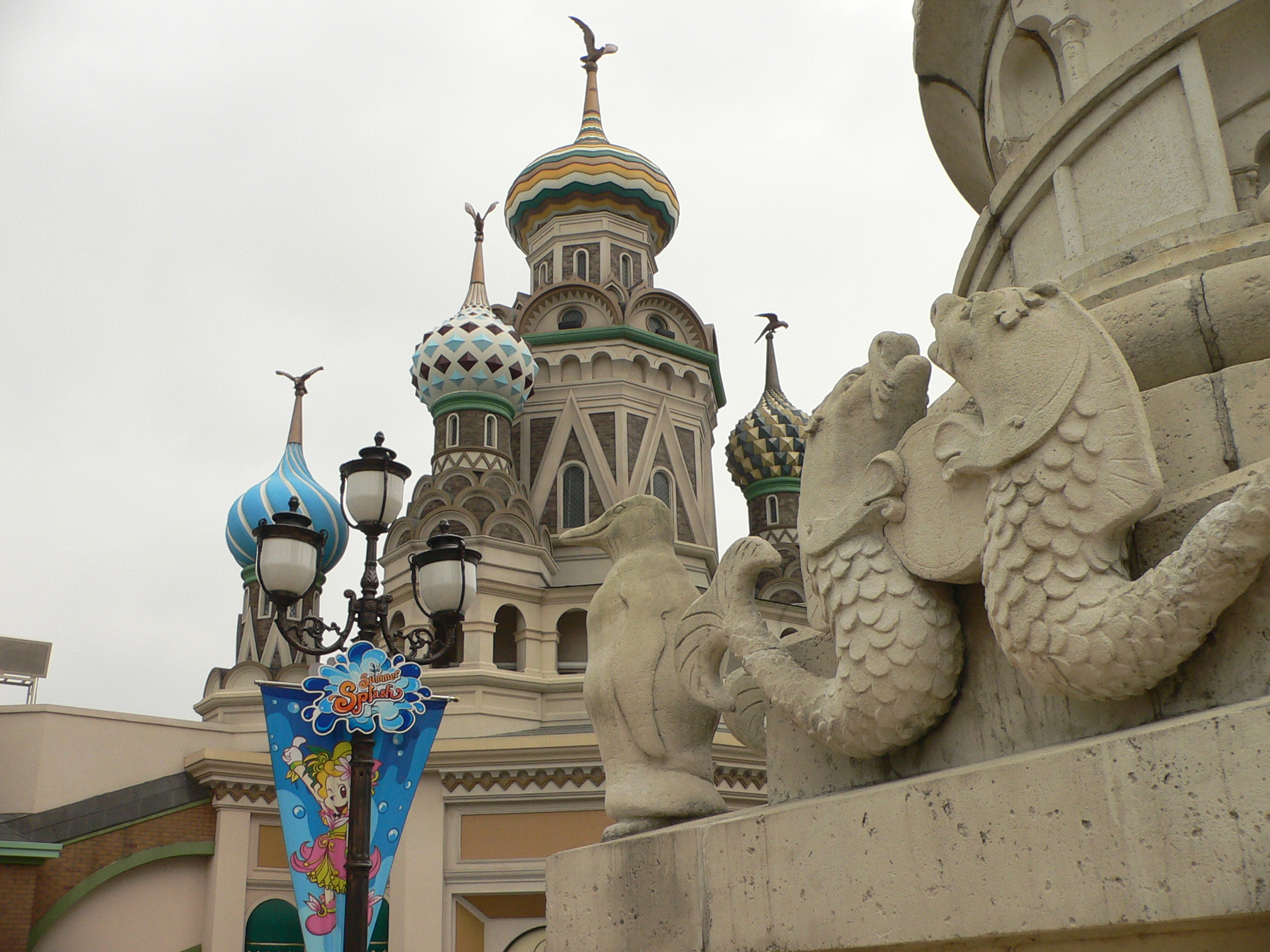
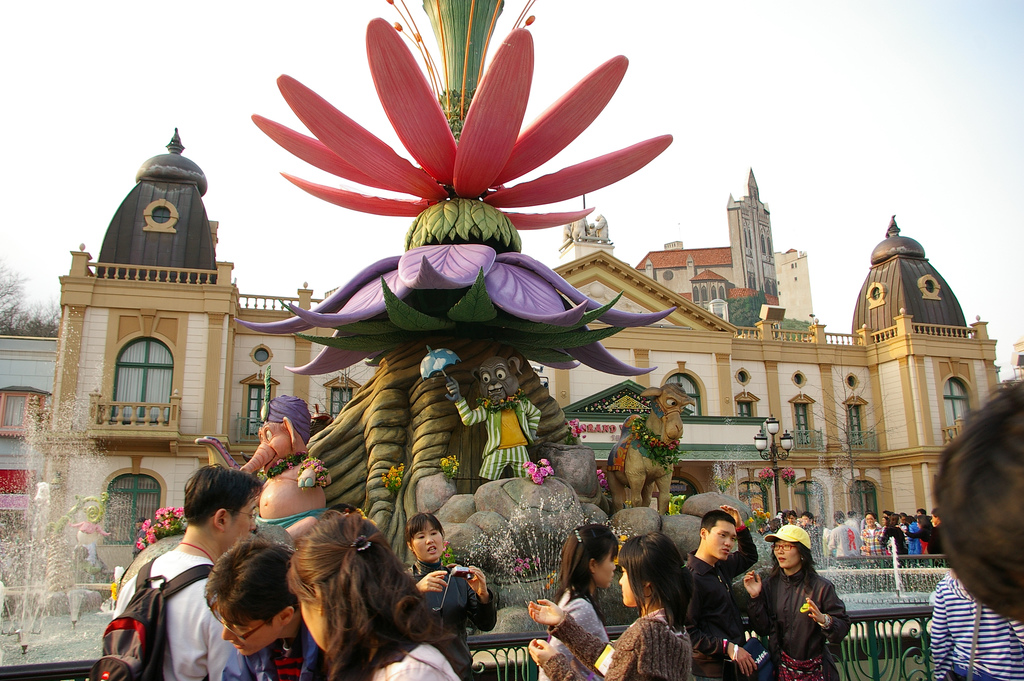
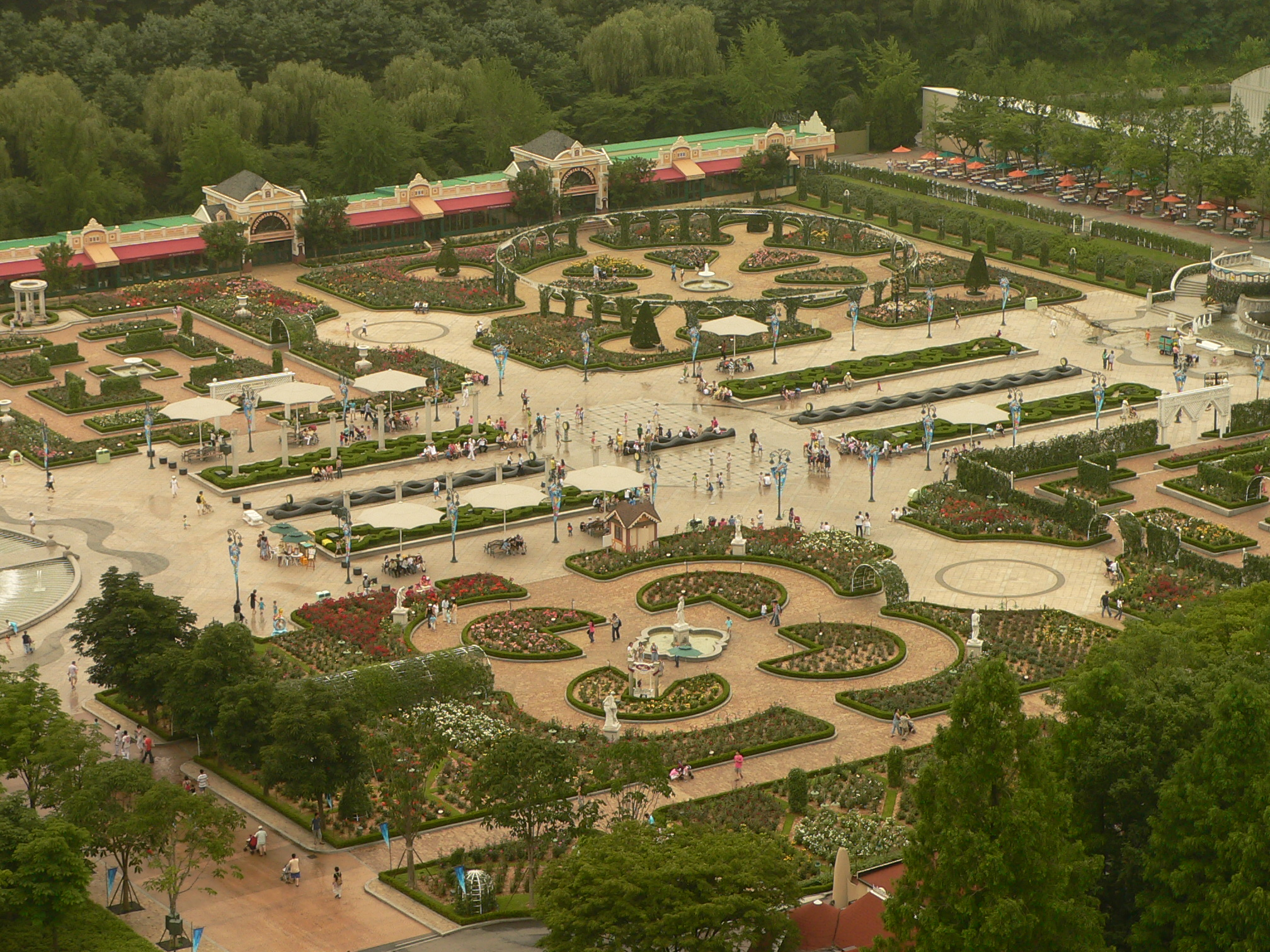
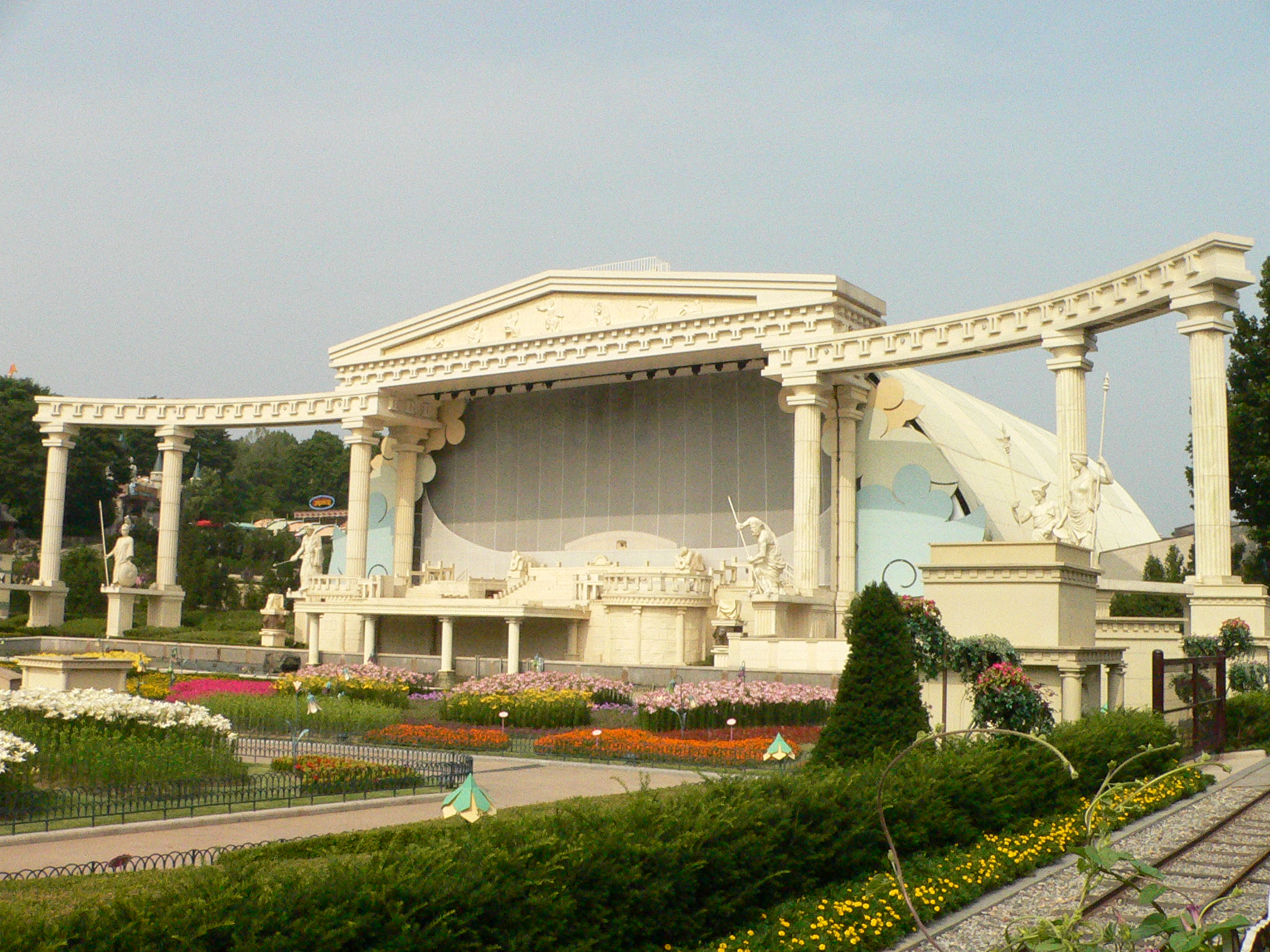
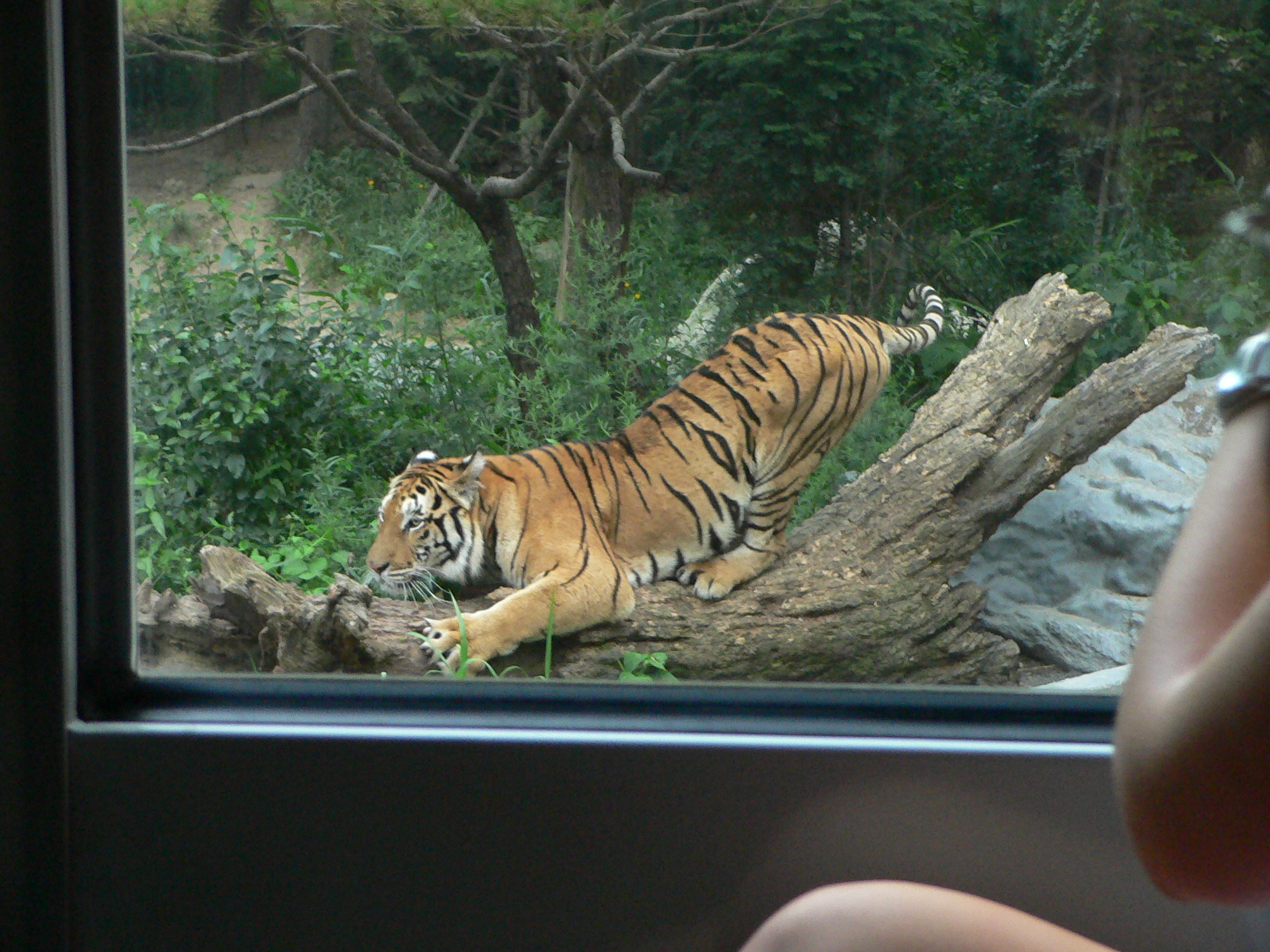
View of a crouching tiger from a Safari Adventure bus
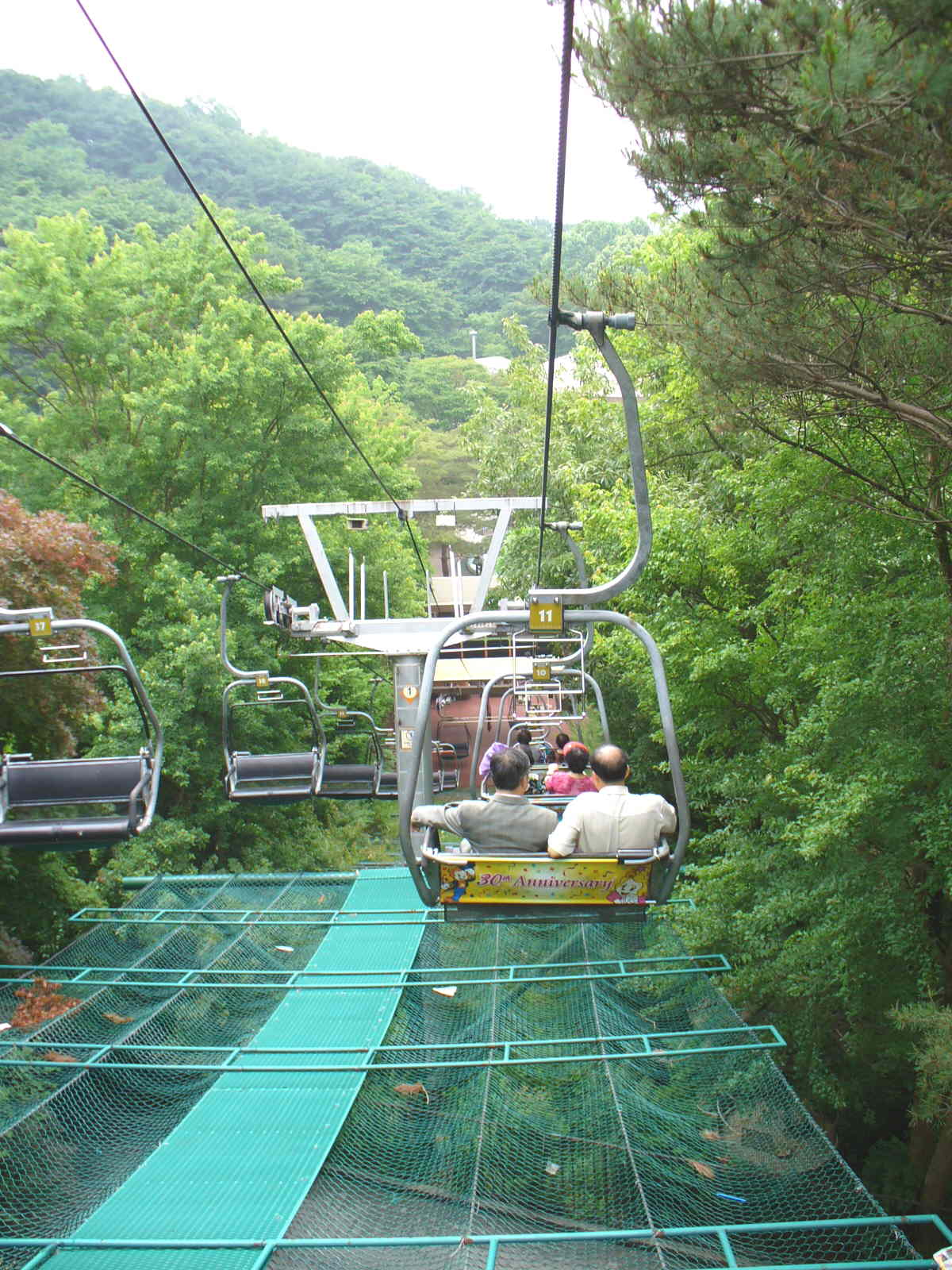
The skyline ride (like a ski lift) is a popular way to get from one section of Everland to another
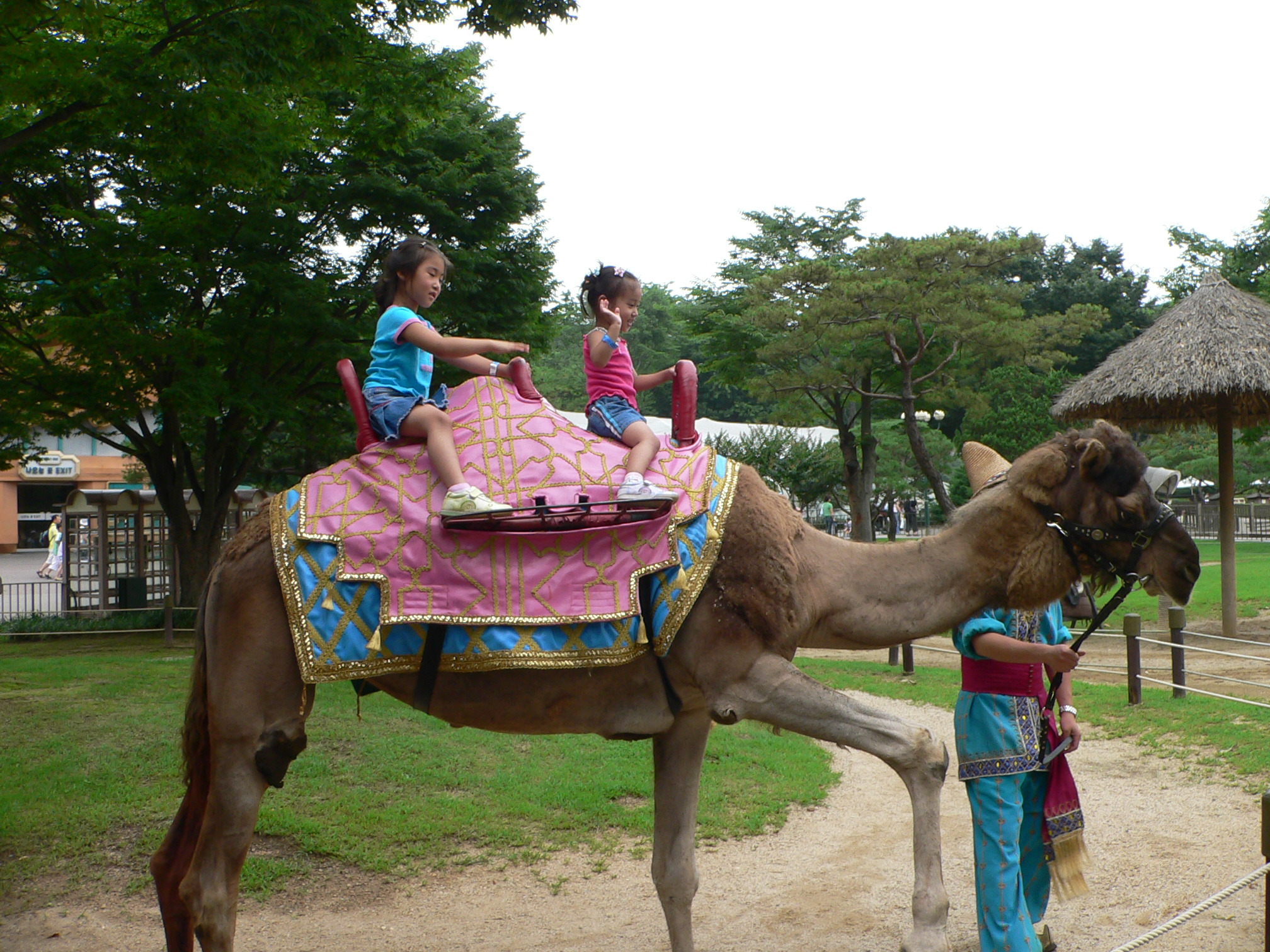
Children riding on the camel at Everland
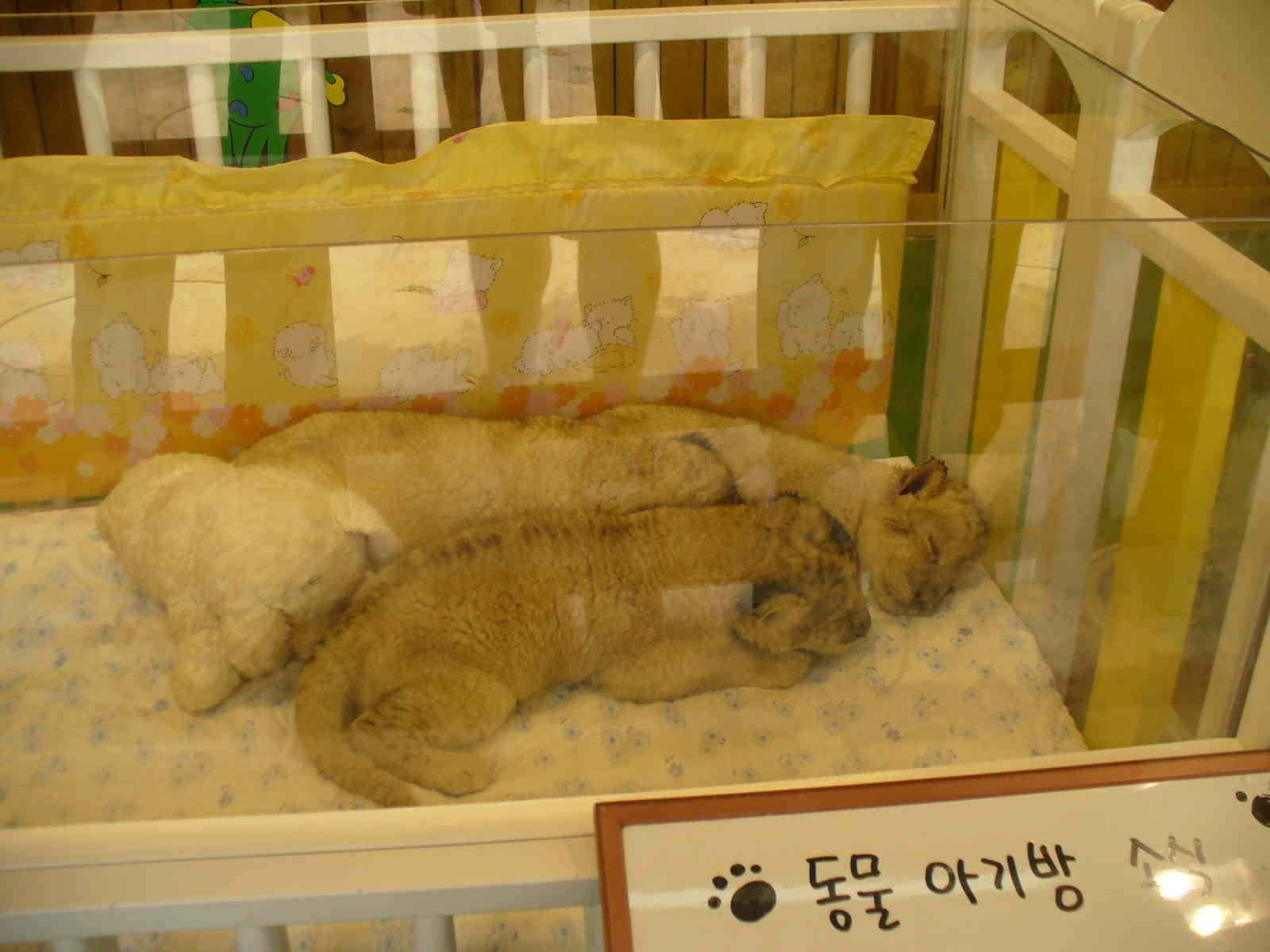
A scene of the animal nursery at the zoo at Everland
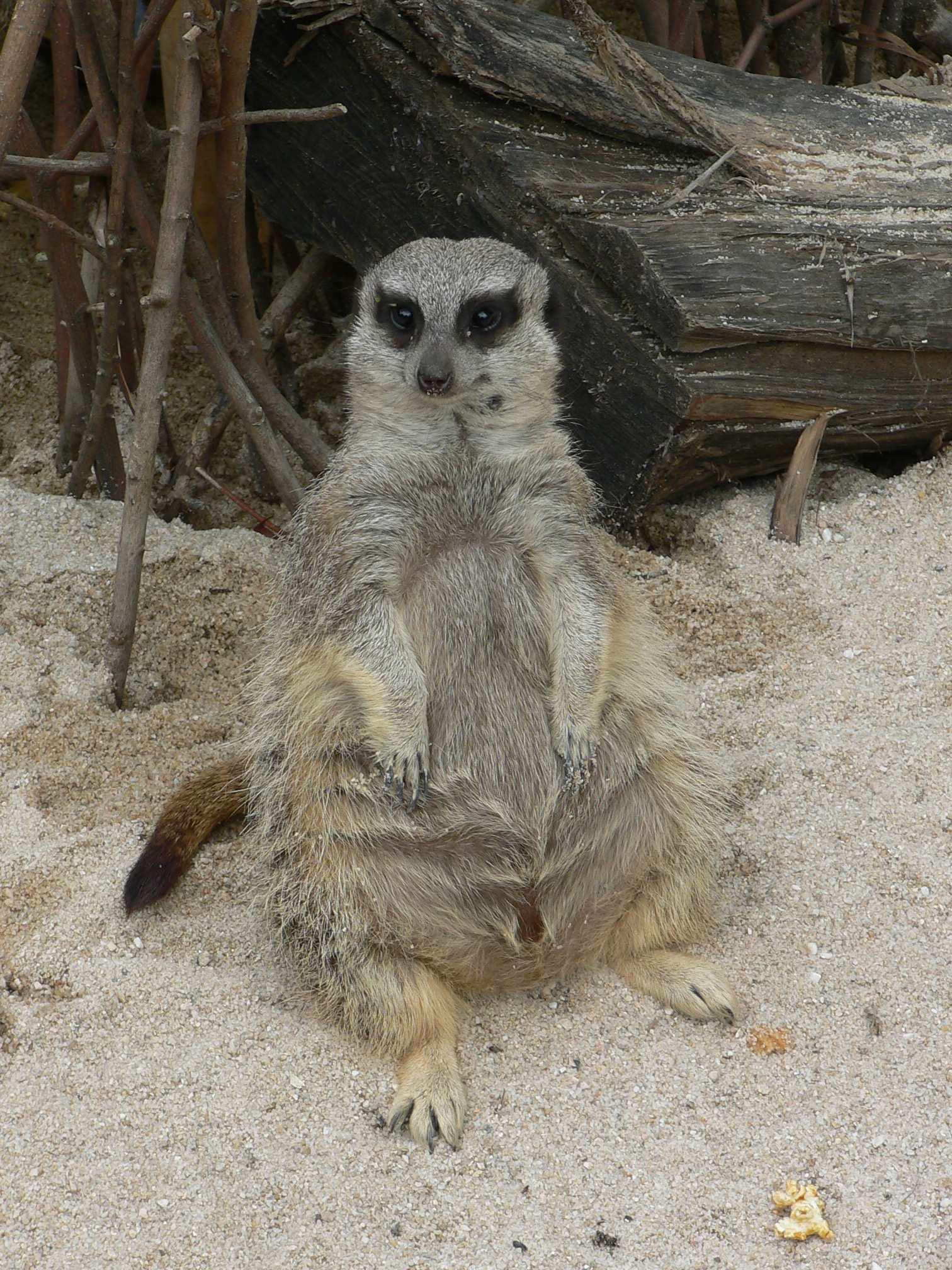
A meerkat relaxing at zootopia at Everland
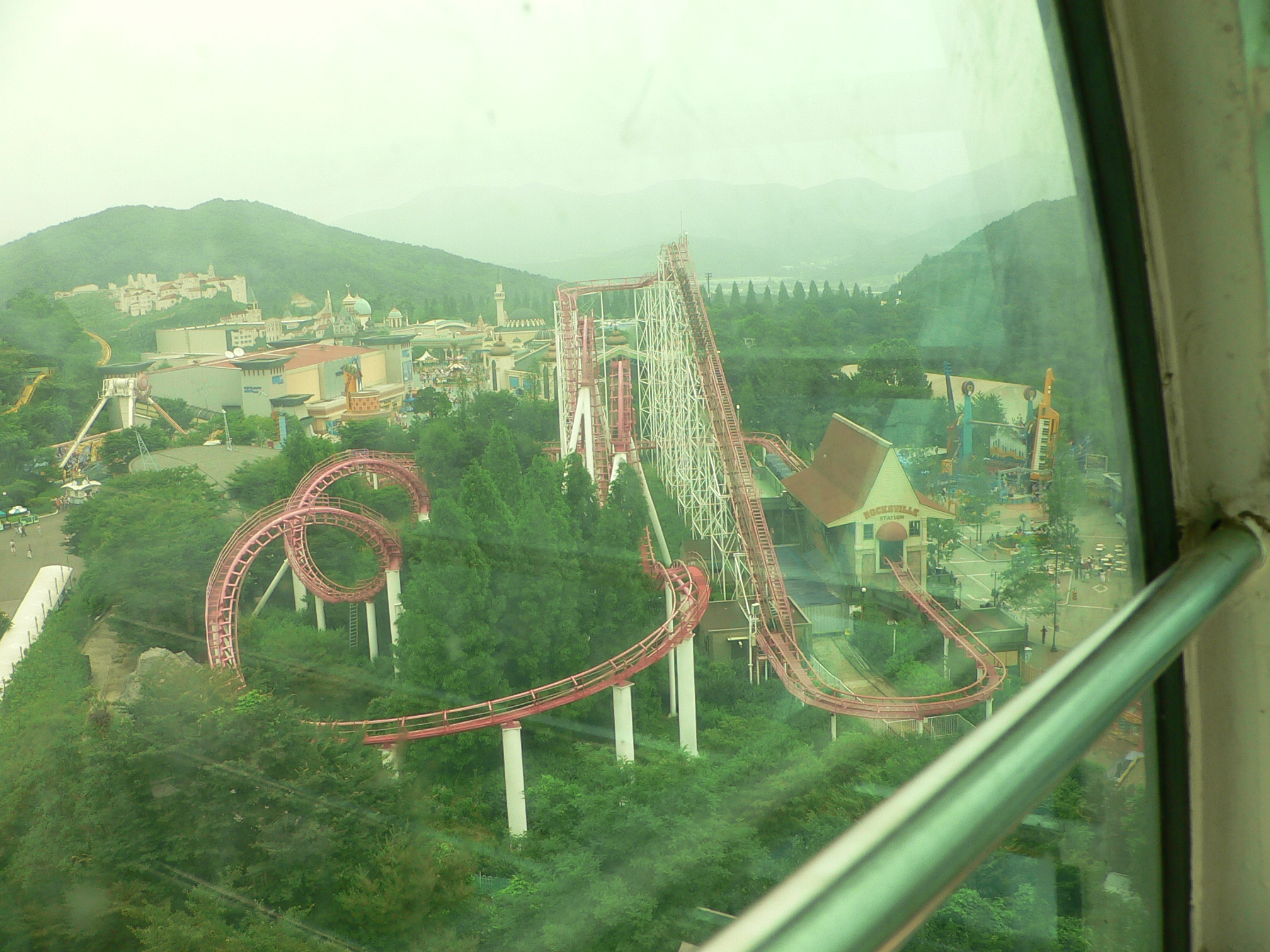
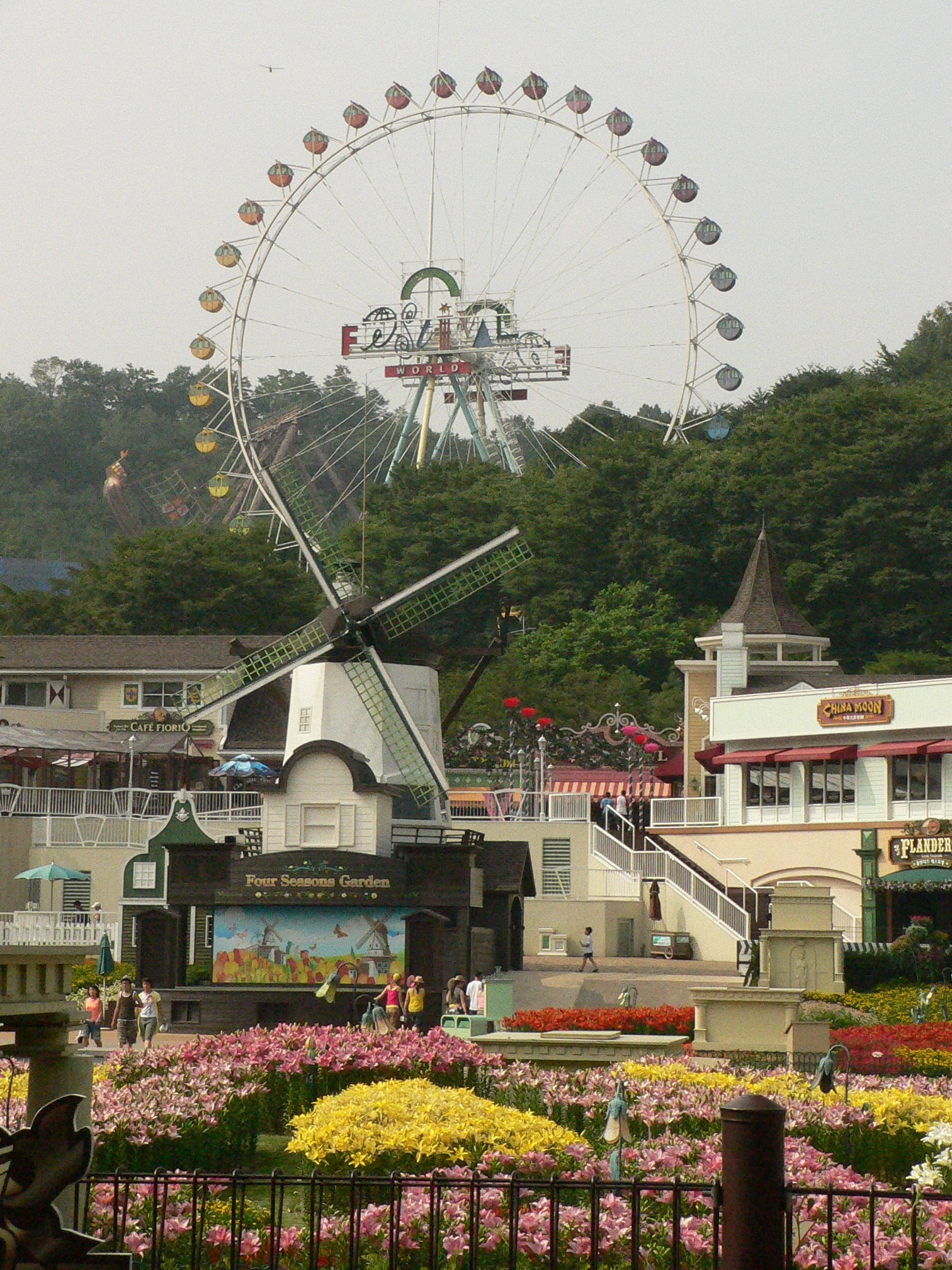
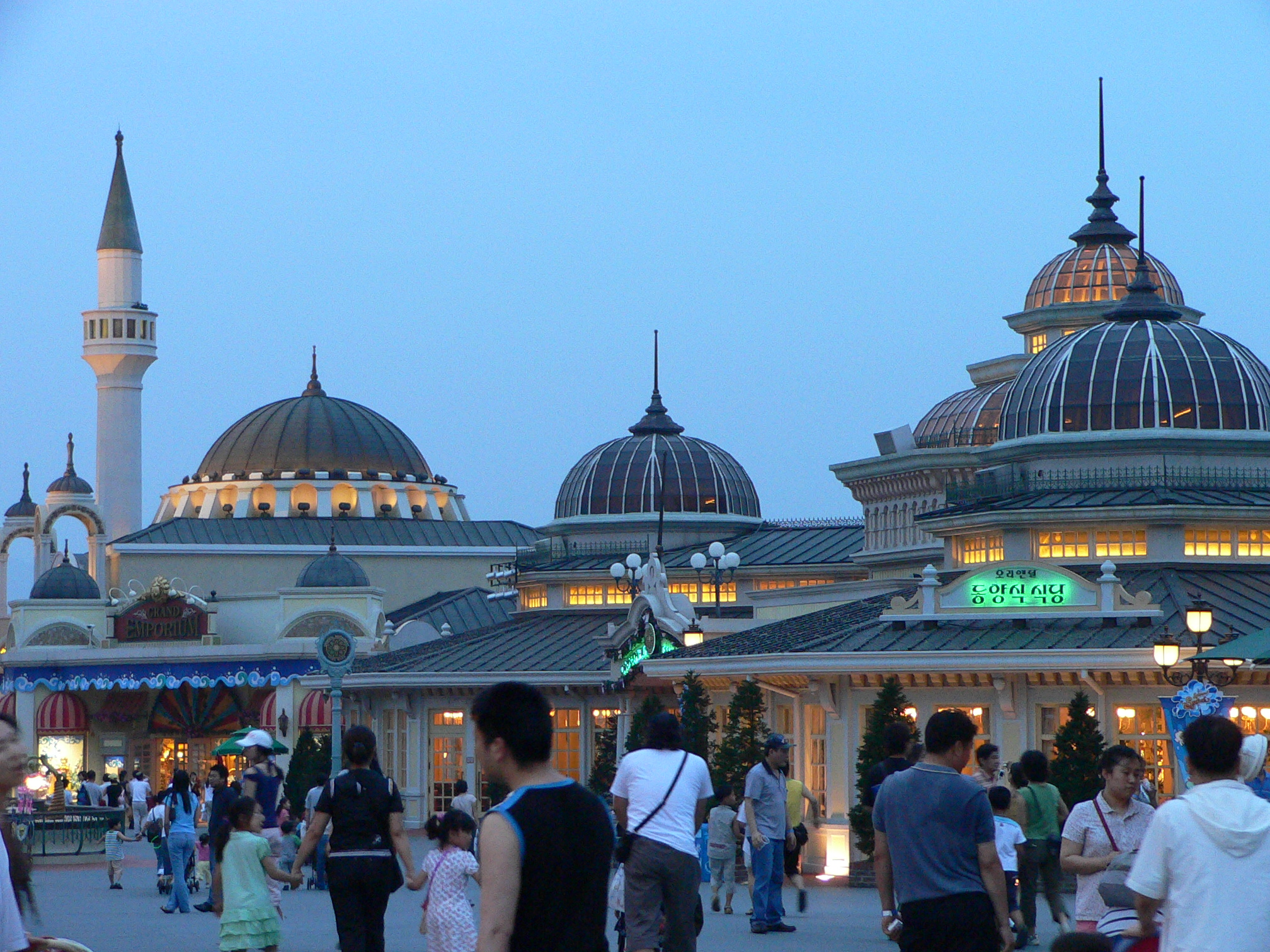
Everland at dusk